# Čas u obrazovky
Čas u obrazovky je množství času člověkem strávené u obrazovky digitálního zařízení jako chytrý telefon, počítač, televize či herní konzole. Může být součástí sedavého životního stylu. Čas u obrazovky se u většiny populace zvýšil v 21. století a díky velkému rozšíření internetu na konci 20. století. 

## Vlivy
Užívání zařízení rodiči má negativní vliv na rozvoj dětí. Čas u obrazovky snižuje kvalitu spánku. Má i vliv na obezitu.